# Lac Waposite
Le lac Waposite constitue un plan d'eau du bassin versant rivière Broadback, dans le territoire de Eeyou Istchee Baie-James (municipalité), dans la région administrative du Nord-du-Québec, dans la province de Québec, au Canada. Ce lac fait partie du territoire de la Réserve faunique Assinica et du canton de Turgis.
La foresterie constitue la principale activité économique du secteur. Les activités récréotouristiques arrivent en second.
La plus proche route forestière est située à 35,6 km au Sud-Est du lac, soit la route contournant par le Nord le mont Opémisca ; cette route rejoint vers le Sud la route 113 (reliant Lebel-sur-Quévillon et Chibougamau) et le chemin de fer du Canadien National.
La surface du lac Waposite est habituellement gelée du début novembre à la mi-mai, toutefois la circulation sécuritaire sur la glace se fait généralement de la mi-novembre à la mi-avril.

## Géographie
Le lac Waposite comporte une longueur de 16,0 km, une largeur maximale de 6,2 km et une altitude de 361 m.
Le lac Waposite comporte quatre parties :
- partie Ouest : recevant du Nord-Est les eaux du lac Cachisca qui comporte un barrage à son embouchure et dont les principaux plans d’eau en amont sont le lac Dumas, le lac Opataca ;
- partie centrale : comportant plusieurs îles ;
- partie Ouest : de forme carrée (aux coins arrondis), elle s’étend sur 3,2 km jusqu’à une presqu’île (longueur : 1,8 km) rattachée à la rive Nord qui la sépare à l’Est de la partie suivante. Cette partie compte huit îles ;
- partie Centre-Ouest : longueur : 4,1 km ;partie Centre-Est : dimension : 6,2 km (sens Nord-Sud) par 4,0 km. Cette partie reçoit du côté Sud deux décharges de lacs non identifiés ;partie Est : dimension : 5,2 km (sens Nord-Sud) par 4,1 km. Cette partie reçoit du côté Sud la décharge de quatre lacs dont le « Lac des Trois Îles ». Une presqu’île s’étirant vers l’Est sur 2,0 km sépare le « Lac des Trois Îles » et le lac Waposite.

L’embouchure du lac Waposite est localisée à :
- 19,3 km au Sud-Est de l’embouchure du lac Comencho ;
- 32,7 km au Sud-Est de l’embouchure du lac Assinica ;
- 57,8 km au Sud-Est de l’embouchure de la rivière Assinica (confluence avec la rivière Broadback ;
- 149,4 km à l’Est de l’embouchure du lac Evans ;
- 290,2 km à l’Est de l’embouchure de la rivière Broadback (confluence avec la Baie de Rupert) ;
- 66,6 km au Nord-Ouest du centre-ville de Chibougamau ;
- 58,5 km au Nord-Ouest du centre du village de Chapais (Québec)[1].

Les principaux bassins versants voisins du lac Waposite sont :
- côté Nord : lac Comencho, lac Assinica, rivière Assinica, rivière Broadback ;
- côté Est : lac Opataca, rivière Brock Ouest, rivière Brock (rivière Chibougamau) ;
- côté Sud : rivière Chibougamau, lac des Orignaux, rivière des Deux Orignaux ;
- côté Ouest : ruisseau Naomi, rivière Omo, lac Omo, rivière Maicasagi.

## Toponymie
Jadis, ce plan d’eau était désigné « Lac Wasawapositeo ».
Le toponyme "lac Waposite" a été officialisé le 5 décembre 1968 par la Commission de toponymie du Québec, soit lors de sa création.